# Leichtathletik-Weltmeisterschaften 2015/Stabhochsprung der Männer

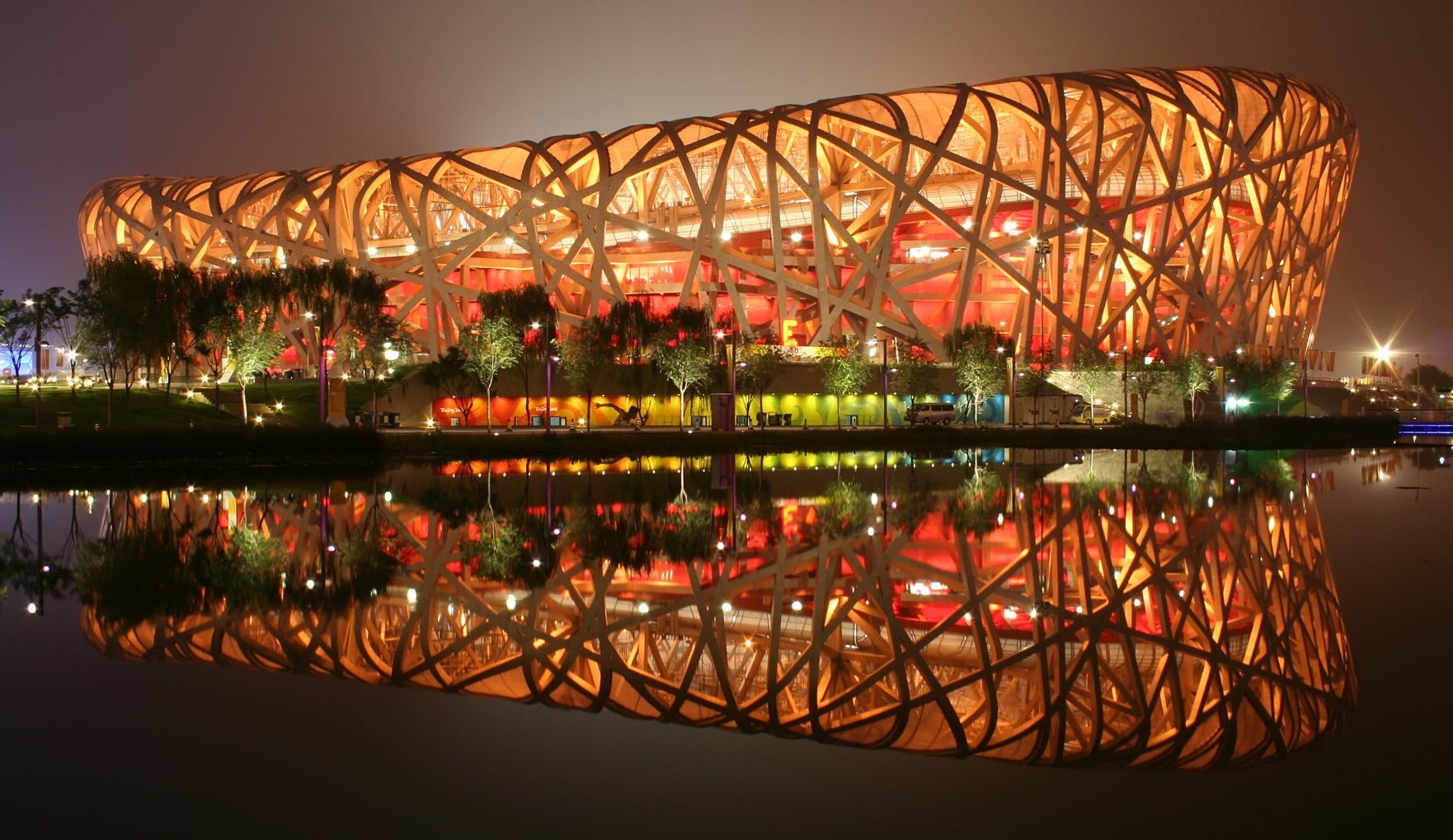
Das Nationalstadion Peking während der Weltmeisterschaften

Der Stabhochsprung der Männer bei den Leichtathletik-Weltmeisterschaften 2015 wurde am 22. und 24. August 2015 im Nationalstadion der chinesischen Hauptstadt Peking ausgetragen.
In diesem Wettbewerb wurden drei Bronzemedaillen vergeben, die betreffenden Athleten waren höhengleich und auch nach Anwendung der Fehlversuchsregel gleichplatziert.
Weltmeister wurde der Kanadier Shawnacy Barber.
Silber errang der deutsche Titelverteidiger, Olympiadritte von 2012 und EM-Dritte von 2012 Raphael Holzdeppe.
Die dreimal vergebene Bronzemedaille ging an folgende Wettbewerber:
- Paweł Wojciechowski (Polen), Weltmeister von 2011
- Renaud Lavillenie (Frankreich), aktueller Olympiasieger, Vizeweltmeister von 2013, zweifacher WM-Dritter (2009/2011) und dreifacher Europameister (2010/2012/2014)
- Piotr Lisek (Polen)

## Bestehende Rekorde
| Weltrekord               | Renaud Lavillenie | 6,16 m | Donezk, Ukraine        | 15. Februar 2014 |
| Weltmeisterschaftsrekord | Dmitri Markov     | 6,05 m | WM in Edmonton, Kanada | 9. August 2001   |

Der bestehende WM-Rekord wurde bei diesen Weltmeisterschaften nicht eingestellt und nicht verbessert.
Es gab zwei Landesrekorde:
- 5,70 m – Ivan Horvat (Kroatien), Qualifikation, Gruppe A
- 5,70 m – Robert Renner (Slowenien), Qualifikation, Gruppe B

## Legende
Kurze Übersicht zur Bedeutung der Symbolik – so üblicherweise auch in sonstigen Veröffentlichungen verwendet:
| – | verzichtet                            |
| o | übersprungen                          |
| x | ungültig                              |
| r | Wettkampf nicht fortgesetzt (retired) |

## Qualifikation
22. August 2015, 18:40 Uhr (12:40 Uhr MESZ)
Die Qualifikation wurde in zwei Gruppen durchgeführt. Die Qualifikationshöhe betrug 5,70 m. Fünfzehn Springer meisterten diese Höhe (hellblau unterlegt) und waren damit für das Finale startberechtigt.

### Gruppe A
| Platz | Athlet              | Land                | 5,25 | 5,40 | 5,55 | 5,65 | 5,70 | Höhe (m) |
| ----- | ------------------- | ------------------- | ---- | ---- | ---- | ---- | ---- | -------- |
| 01    | Sam Kendricks       | USA                 | o    | o    | o    | o    | o    | 5,70     |
| 02    | Michal Balner       | Tschechien          | –    | o    | o    | xo   | o    | 5,70     |
| 02    | Shawnacy Barber     | Kanada              | –    | o    | o    | xo   | o    | 5,70     |
| 02    | Piotr Lisek         | Polen               | –    | o    | o    | xo   | o    | 5,70     |
| 05    | Augusto Dutra       | Brasilien           | –    | o    | xxo  | o    | o    | 5,70     |
| 06    | Iwan Gertlein       | Russland            | xo   | xo   | xxo  | xo   | o    | 5,70 PB  |
| 07    | Germán Chiaraviglio | Argentinien         | o    | o    | o    | o    | xo   | 5,70     |
| 08    | Kévin Menaldo       | Frankreich          | –    | o    | xo   | o    | xo   | 5,70     |
| 09    | Ivan Horvat         | Kroatien            | –    | o    | o    | o    | xxo  | 5,70 NR  |
| 09    | Raphael Holzdeppe   | Deutschland         | –    | –    | –    | –    | xxo  | 5,70     |
| 11    | Brad Walker         | USA                 | –    | o    | o    | xo   | xxx  | 5,65     |
| 12    | Seito Yamamoto      | Japan               | –    | xo   | xo   | xxo  | xxx  | 5,65 SB  |
| 13    | Mareks Ārents       | Lettland            | o    | o    | o    | xxx  |      | 5,55     |
| 14    | Zhang Wei           | Volksrepublik China | o    | xxo  | o    | xxx  |      | 5,55     |
| 15    | Steven Lewis        | Großbritannien      | o    | o    | xxx  |      |      | 5,40     |
| 16    | Arnaud Art          | Belgien             | –    | xxo  | xxx  |      |      | 5,40     |
| 17    | Fábio da Silva      | Brasilien           | o    | xxx  |      |      |      | 5,25     |
| NM    | Natan Rivera        | El Salvador         | xxr  |      |      |      |      | ogV      |

In Qualifikationsgruppe A ausgeschiedene Stabhochspringer:

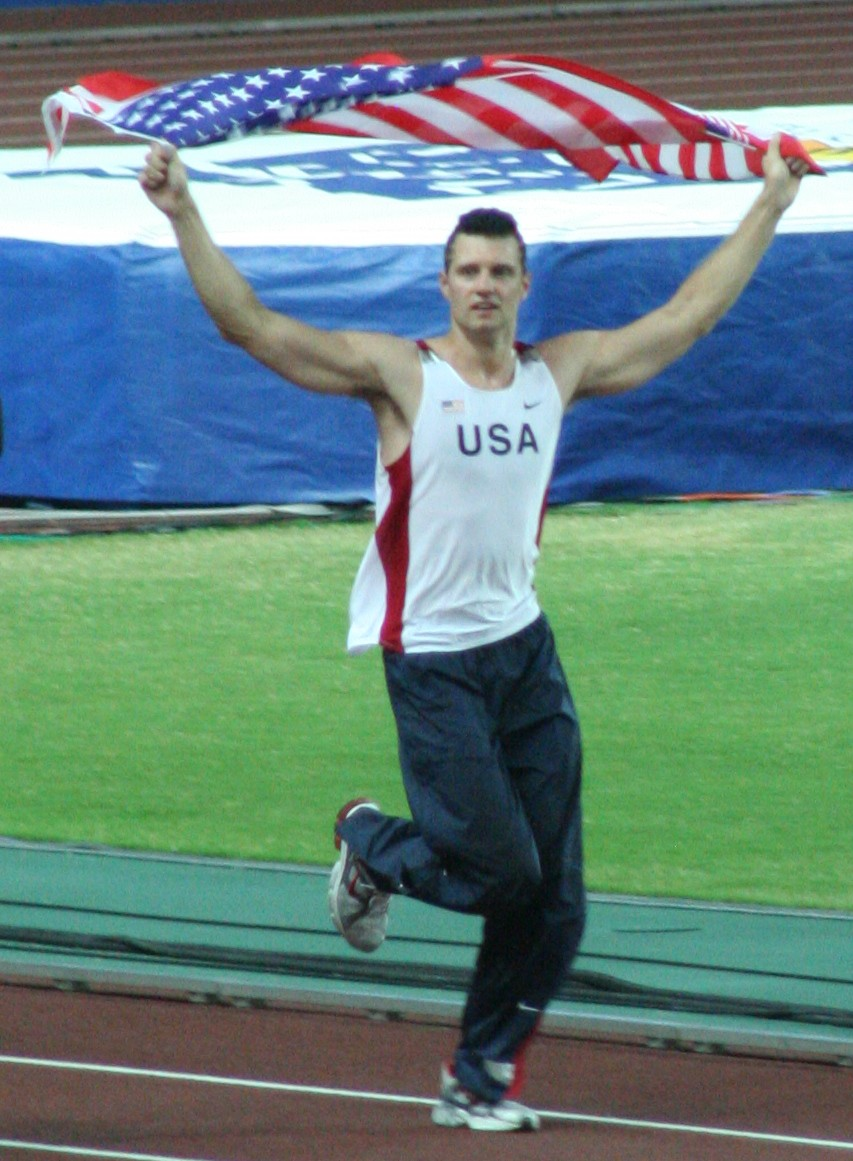
Der hier als Weltmeister von 2007 jubelnde Brad Walker schied mit 5,65 m diesmal bereits in der Qualifikation aus
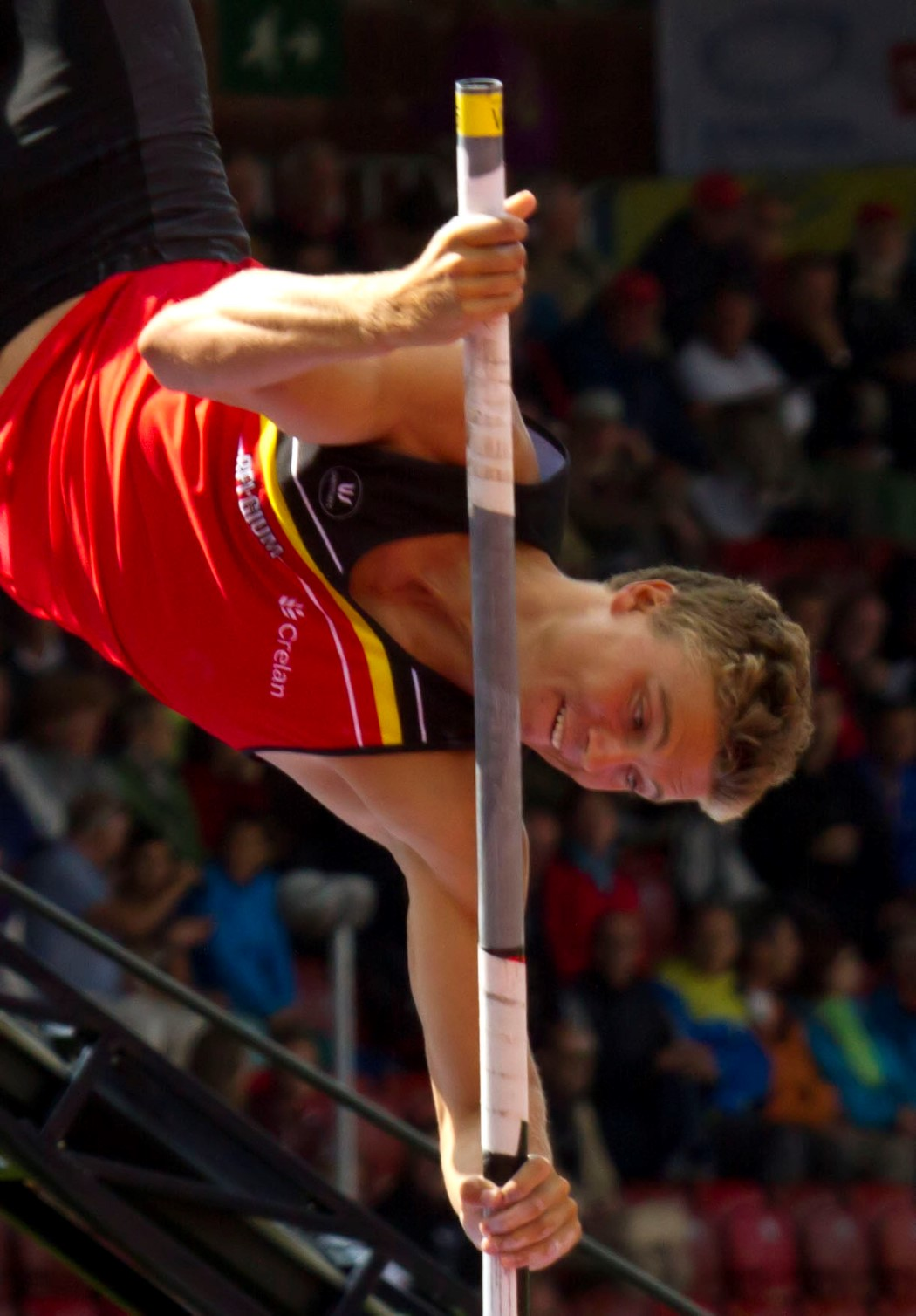
Arnauld Art erreichte mit seinen 5,40 m nicht das Finale
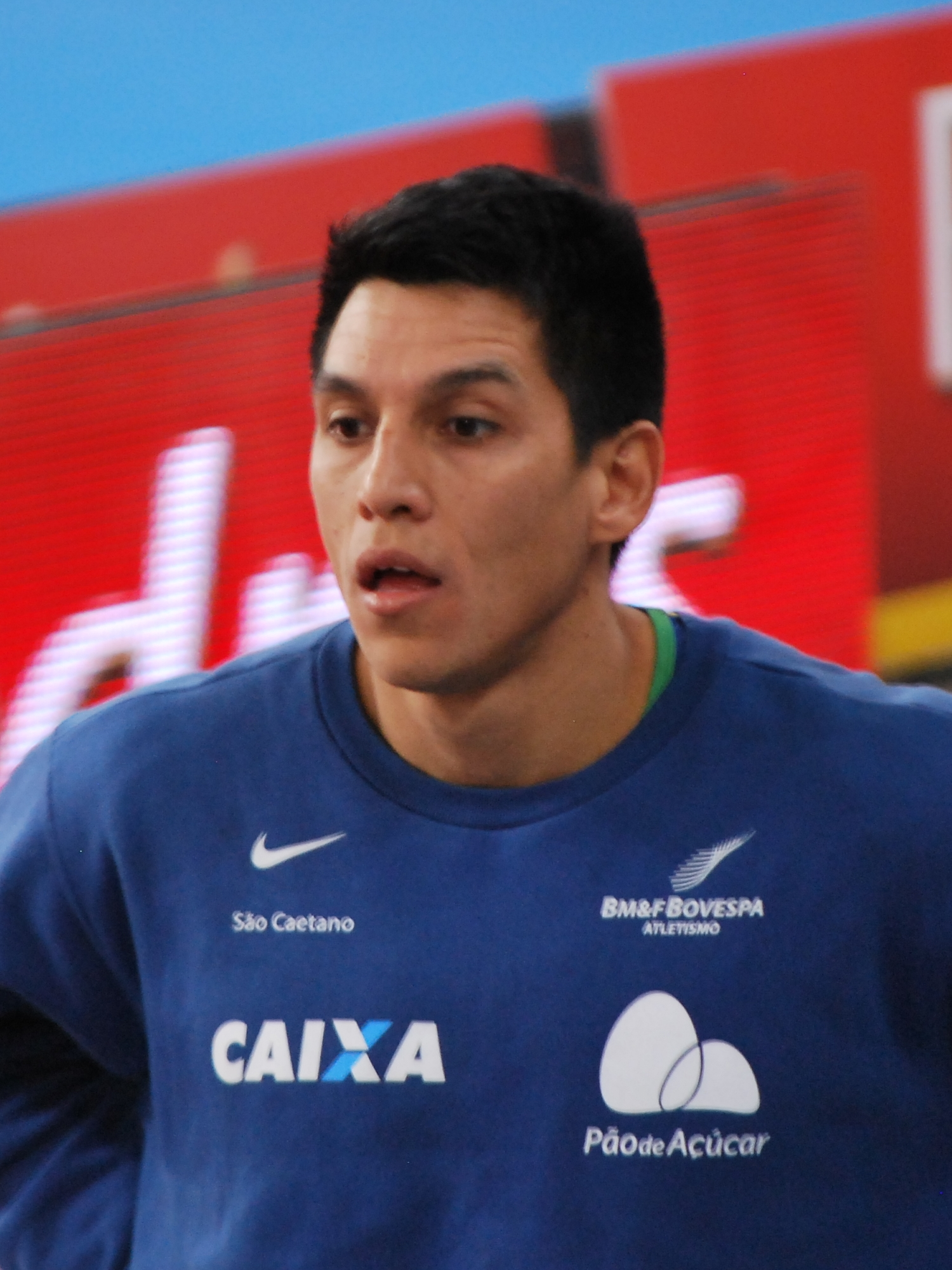
Fábio da Silva – mit 5,40 m ausgeschieden

### Gruppe B

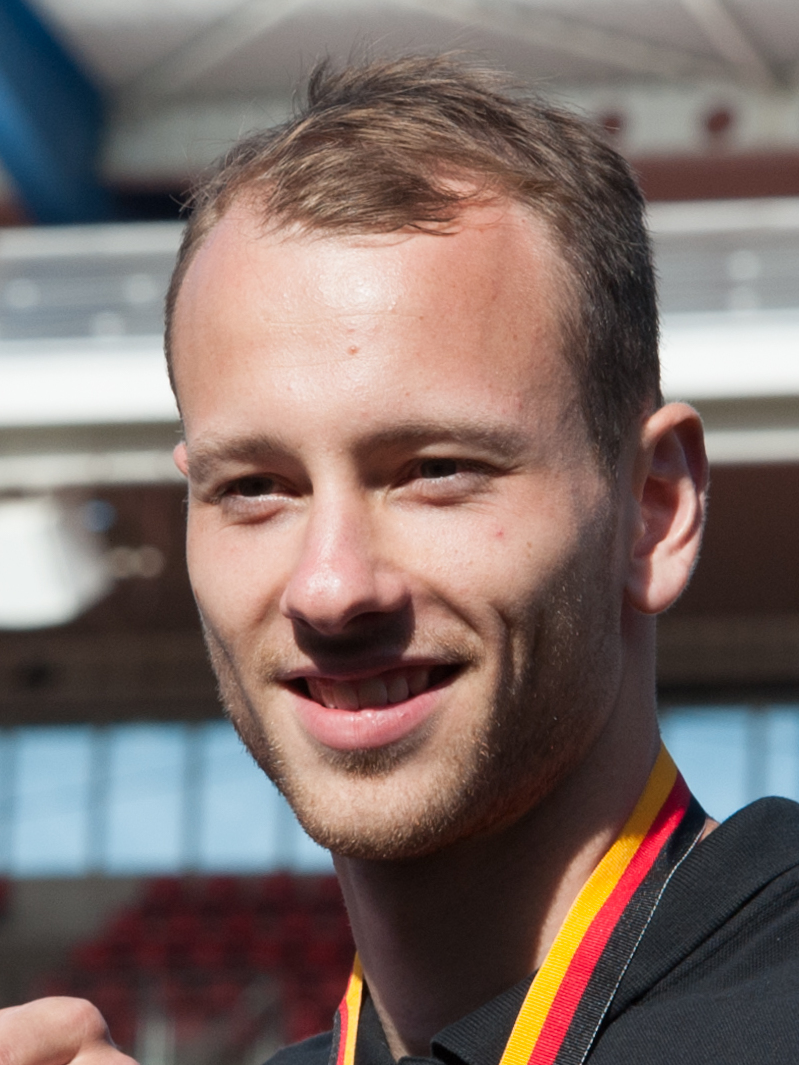
Carlo Paech – mit 5,65 m nicht im Finale
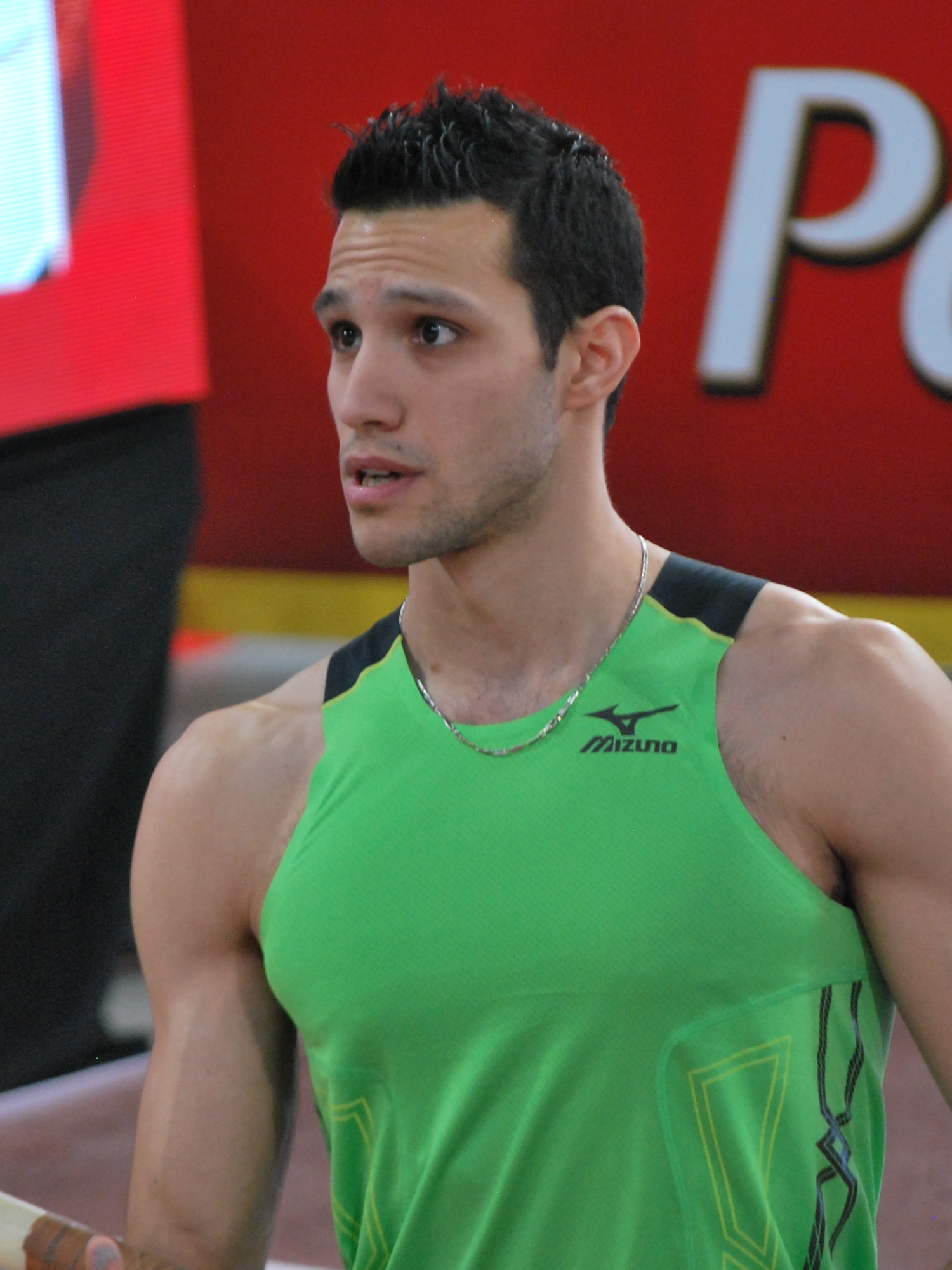
Konstandinos Filippidis reichten 5,55 m nicht für die Finalteilnahme

| Platz | Athlet                  | Land                | 5,25 | 5,40 | 5,55 | 5,65 | 5,70 | Höhe (m) |
| ----- | ----------------------- | ------------------- | ---- | ---- | ---- | ---- | ---- | -------- |
| 01    | Paweł Wojciechowski     | Polen               | –    | o    | o    | o    | o    | 5,70     |
| 01    | Renaud Lavillenie       | Frankreich          | –    | –    | –    | –    | o    | 5,70     |
| 01    | Jan Kudlička            | Tschechien          | –    | o    | –    | o    | o    | 5,70     |
| 01    | Robert Sobera           | Polen               | –    | o    | o    | o    | o    | 5,70     |
| 01    | Robert Renner           | Slowenien           | –    | o    | o    | o    | o    | 5,70 NR  |
| 06    | Tobias Scherbarth       | Deutschland         | –    | o    | o    | x–   | o    | 5,70 SB  |
| 07    | Alexander Gripitsch     | Russland            | –    | o    | o    | o    | xxx  | 5,65     |
| 07    | Carlo Paech             | Deutschland         | –    | –    | o    | o    | xxx  | 5,65     |
| 09    | Thiago Braz da Silva    | Brasilien           | –    | –    | xxo  | o    | xxx  | 5,65     |
| 10    | Hiroki Ogita            | Japan               | –    | o    | o    | xo   | xxx  | 5,65 SB  |
| 11    | Yao Jie                 | Volksrepublik China | o    | o    | xxo  | xxo  | xxx  | 5,65 PB  |
| 12    | Georgi Gorochow         | Russland            | o    | o    | xxo  | xxo  | xxx  | 5,65 PB  |
| 13    | Konstandinos Filippidis | Griechenland        | –    | o    | o    | xxx  |      | 5,55     |
| 14    | Jacob Blankenship       | USA                 | –    | xo   | o    | xxx  |      | 5,55     |
| 15    | Nikita Filippow         | Kasachstan          | o    | xo   | xxx  |      |      | 5,40     |
| 16    | Adrián Vallés           | Spanien             | o    | xxo  | –    | xx–  | x    | 5,40     |
| 17    | Wladyslaw Rewenko       | Ukraine             | o    | xxx  |      |      |      | 5,25     |

## Finale
24. August 2015, 19:05 Uhr (13:05 Uhr MESZ)
Favorit für diesen Wettbewerb war der französische Weltrekordler, Olympiasieger und Europameister Renaud Lavillenie. Aber bei Weltmeisterschaften hatte Lavillenie immer wieder Schwächen gezeigt und diesen Titel noch nie gewonnen. Zu seinen stärksten Konkurrenten gehörten der deutsche Weltmeister und Olympiadritte Raphael Holzdeppe, Vizeeuropameister Paweł Wojciechowski aus Polen sowie der tschechische EM-Dritte Jan Kudlička. Der US-amerikanische WM-Vierte und Weltmeister von 2007 Brad Walker war dagegen bereits in der Qualifikation ausgeschieden.
Die erste Höhe, bei der Vorentscheidungen im Kampf um die Medaillen fielen, lag bei 5,80 m. Erst vier Athleten waren ausgeschieden, zwölf waren noch im Wettbewerb. Für weitere sechs Stabhochspringer waren die nun aufgelegten 5,80 m allerdings zu hoch, sie scheiterten jeweils dreimal und waren nicht mehr dabei. Sechs Teilnehmer nahmen die nächste Höhe von 5,90 m in Angriff. Der Kanadier Shawnacy Barber, Lavillenie, die beiden Polen Piotr Lisek und Wojciechowski waren bislang noch ohne jeden Fehlversuch geblieben. Holzdeppe hatte einen Fehlsprung auf seinem Konto, der Franzose Kévin Menaldo hatte bei 5,80 m zweimal gerissen.
Die nun aufgelegten 5,90 m brachten bereits die ersten Medaillenentscheidung. Nur Barber – im ersten Versuch – und Holzdeppe – mit seinem dritten Sprung – waren hier erfolgreich. Alle weiteren vier Springer schieden mit jeweils drei Fehlversuchen aus. Kévin Menaldo hatte aufgrund der Fehlversuchsregel die schlechtesten Karten von ihnen und belegte den sechsten Platz. Die anderen drei – Renaud Lavillenie, Piotr Lisek und Paweł Wojciechowski – lagen gleichauf und wurden somit gemeinsame Dritte, sie erhielten jeweils eine Bronzemedaille.
Jetzt ging es für Barber und Holzdeppe bei der neuen Sprunghöhe von sechs Metern um Gold und Silber. Beide scheiterten allerdings dreimal. Damit hatte der nach Fehlversuchen deutlich besser liegende Shawnacy Barber den Weltmeistertitel errungen. Raphael Holzdeppe gewann die Silbermedaille.

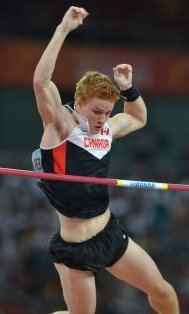
Weltmeister Shawnacy Barber

| Platz             | Athlet              | Land        | 5,50 | 5,65 | 5,80 | 5,90 | 6,00 | Höhe (m) |
| ----------------- | ------------------- | ----------- | ---- | ---- | ---- | ---- | ---- | -------- |
|                   | Shawnacy Barber     | Kanada      | o    | o    | o    | o    | xxx  | 5,90     |
|                   | Raphael Holzdeppe   | Deutschland | –    | o    | xo   | xxo  | xxx  | 5,90     |
|                   | Paweł Wojciechowski | Polen       | –    | o    | o    | xxx  |      | 5,80     |
| Renaud Lavillenie | Frankreich          | –           | –    | o    | xxx  |      | 5,80 |          |
| Piotr Lisek       | Polen               | o           | o    | o    | xxx  |      | 5,80 |          |
| 06                | Kévin Menaldo       | Frankreich  | o    | o    | xxo  | xxx  |      | 5,80     |
| 07                | Tobias Scherbarth   | Deutschland | o    | o    | xxx  |      |      | 5,65     |
| 07                | Michal Balner       | Tschechien  | o    | o    | xxx  |      |      | 5,65     |
| 09                | Augusto Dutra       | Brasilien   | xo   | xo   | xxx  |      |      | 5,65     |
| 09                | Ivan Horvat         | Kroatien    | xo   | xo   | xxx  |      |      | 5,65     |
| 09                | Germán Chiaraviglio | Argentinien | xo   | xo   | xxx  |      |      | 5,65     |
| 09                | Sam Kendricks       | USA         | xo   | xo   | xxx  |      |      | 5,65     |
| 13                | Jan Kudlička        | Tschechien  | o    | xxx  |      |      |      | 5,50     |
| 13                | Robert Renner       | Slowenien   | o    | xxx  |      |      |      | 5,50     |
| 15                | Robert Sobera       | Polen       | xo   | xxx  |      |      |      | 5,50     |
| NM                | Iwan Gertlein       | Russland    | xxx  |      |      |      |      | ogV      |

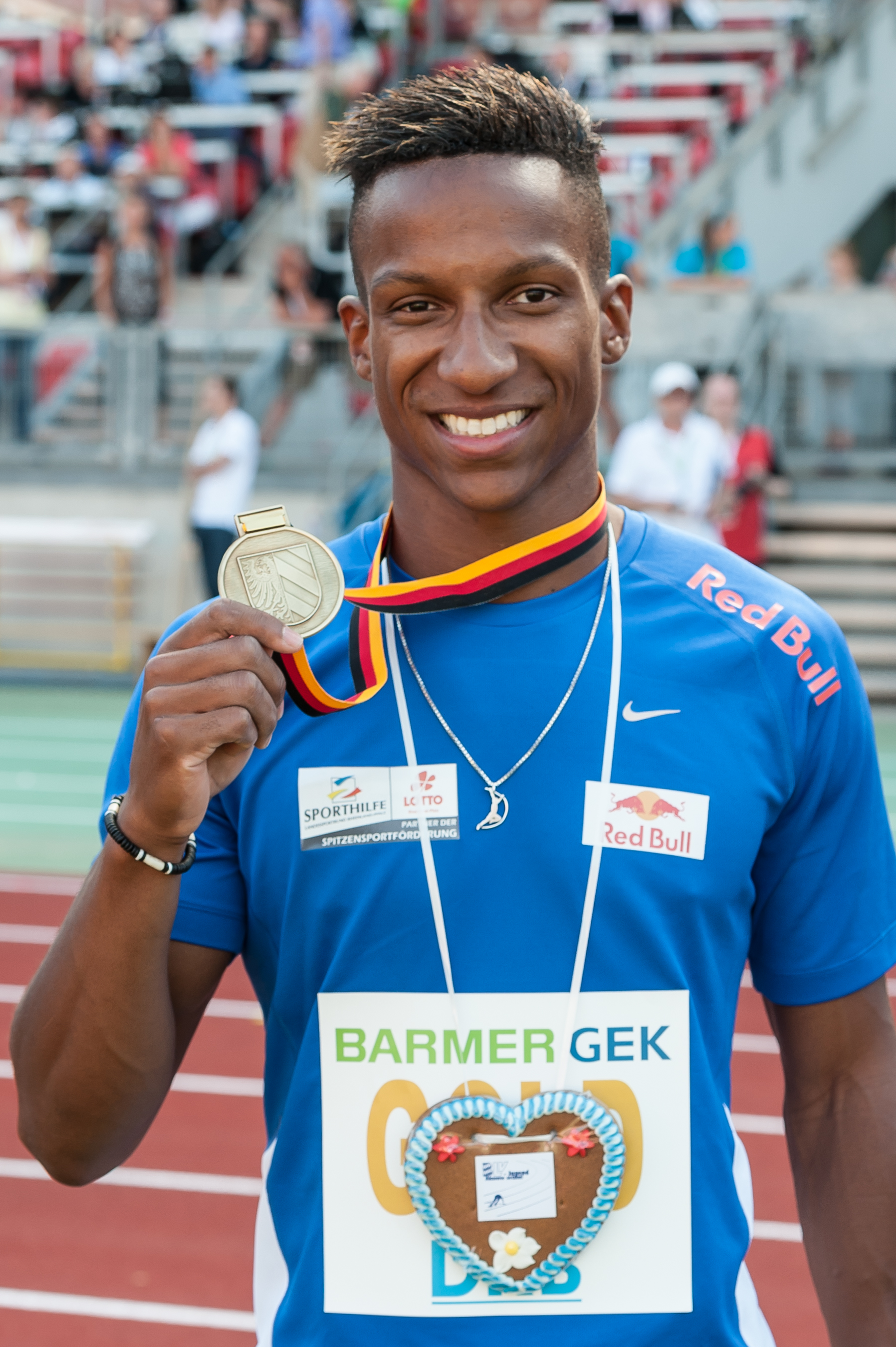
Vizeweltmeister Raphael Holzdeppe
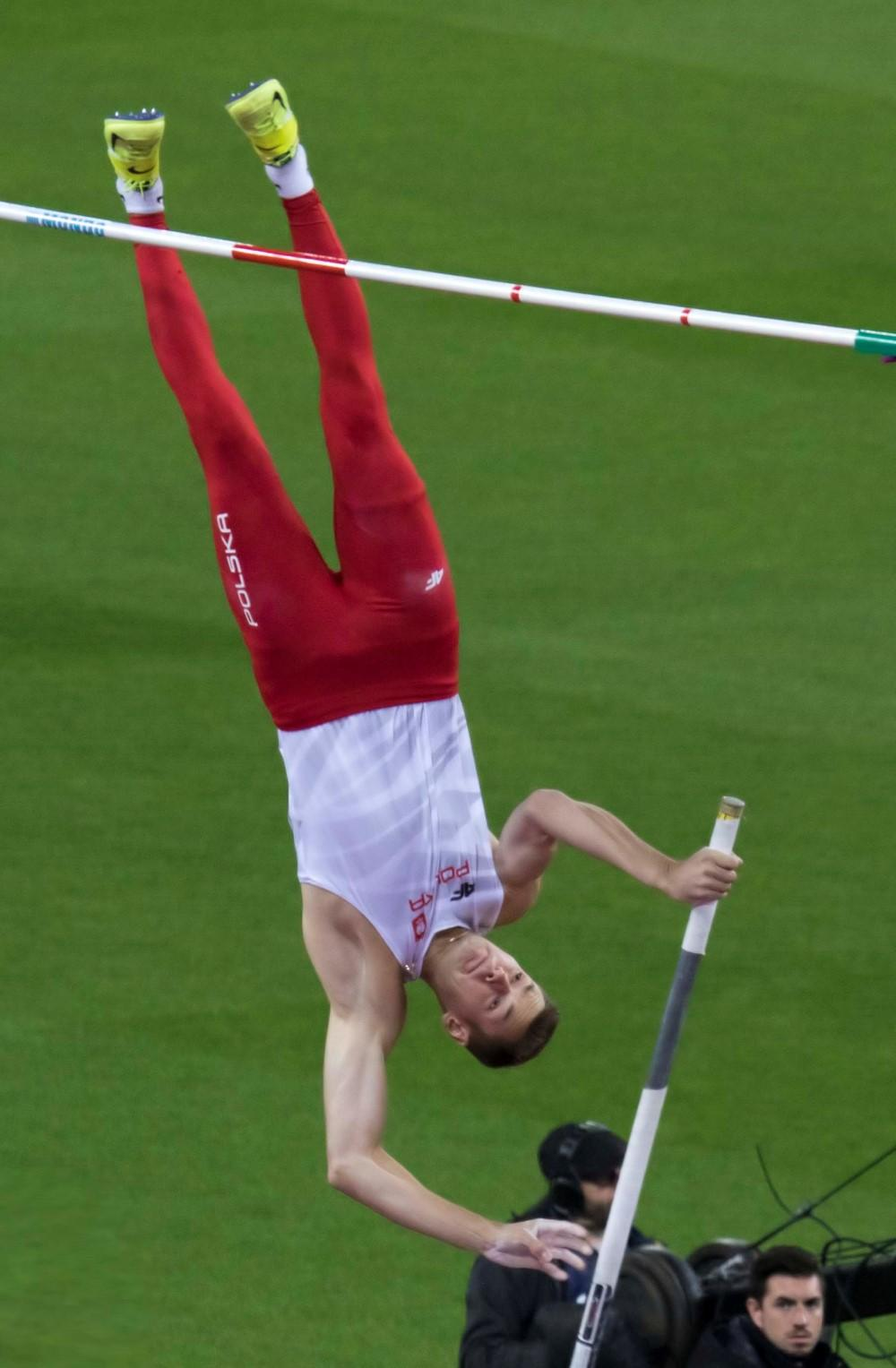
Pawel Wojciechowski war einer von drei Bronzemedaillengewinnern
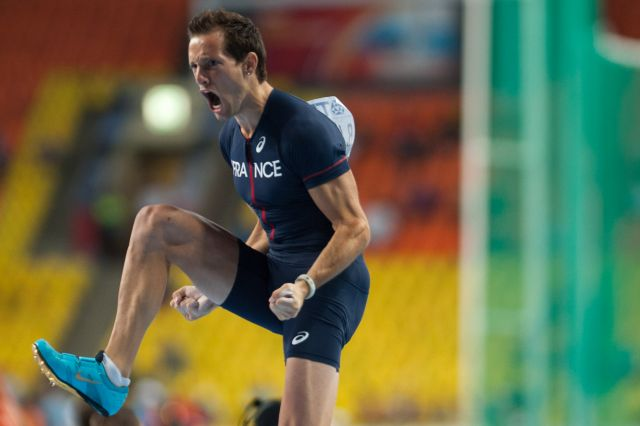
Weltrekordinhaber Renaud Lavillenie gehörte zu den drei Bronzemedaillengewinnern
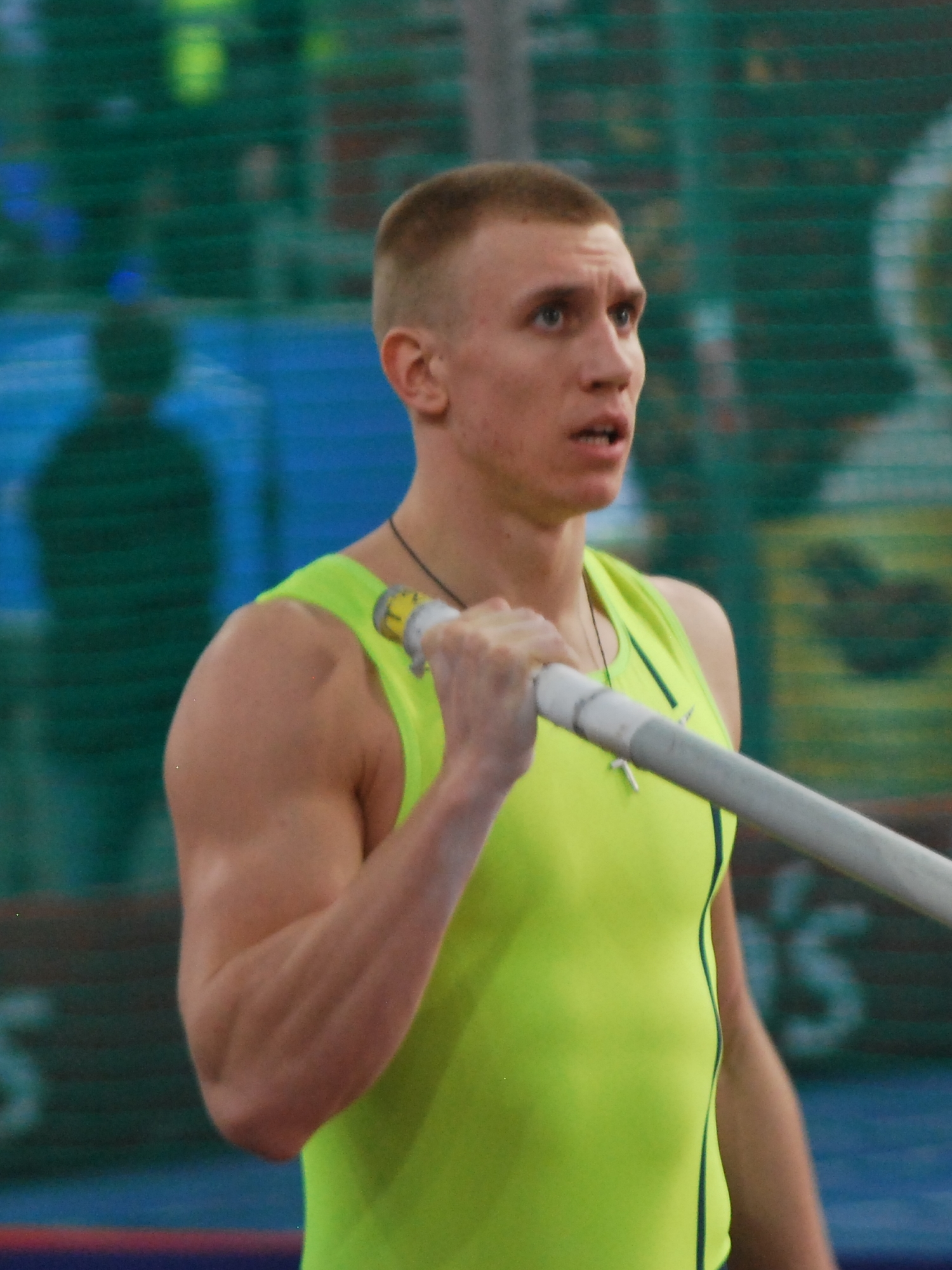
Ebenfalls Dritter wurde Piotr Lisek
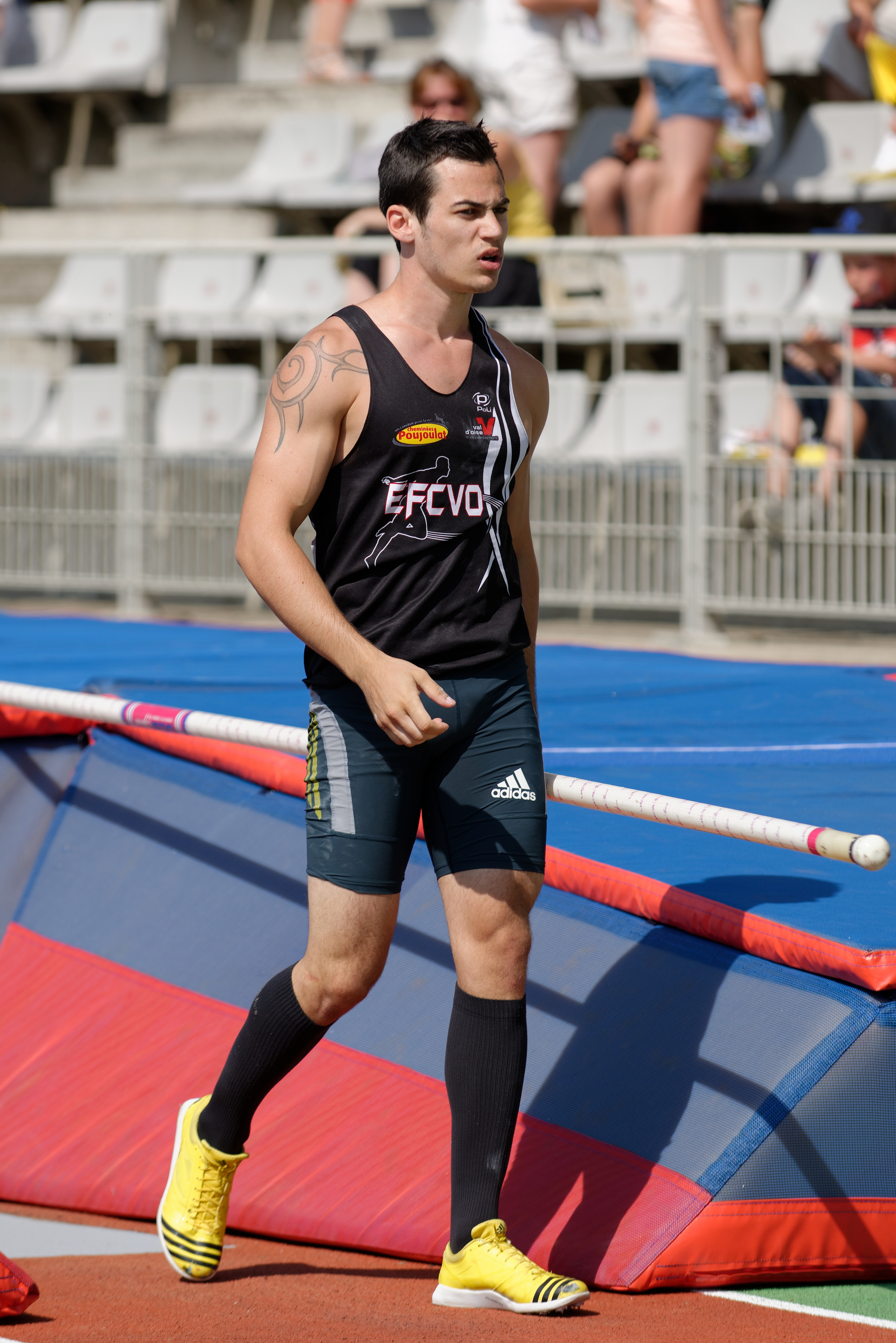
Kévin Menaldo belegte den sechsten Platz
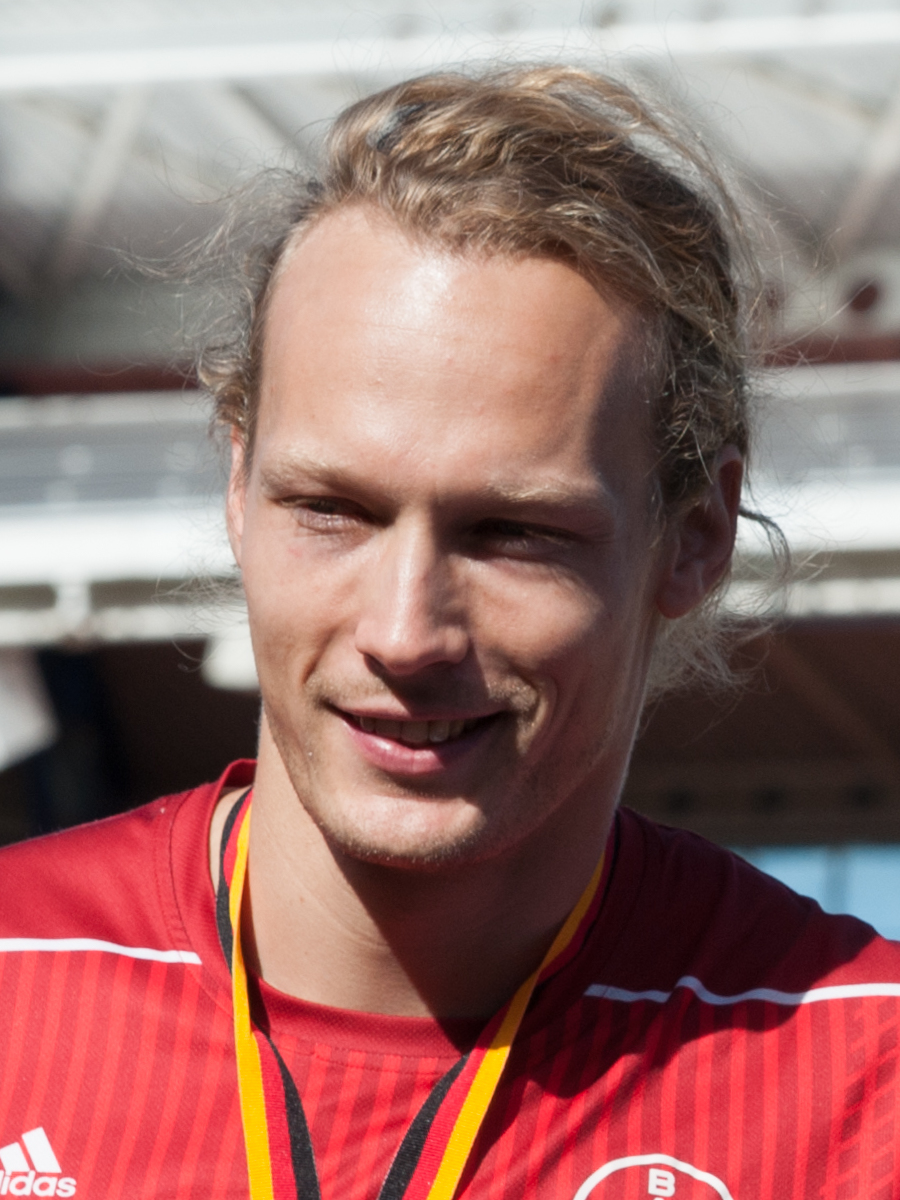
Tobias Scherbarth – geteilter siebter Rang
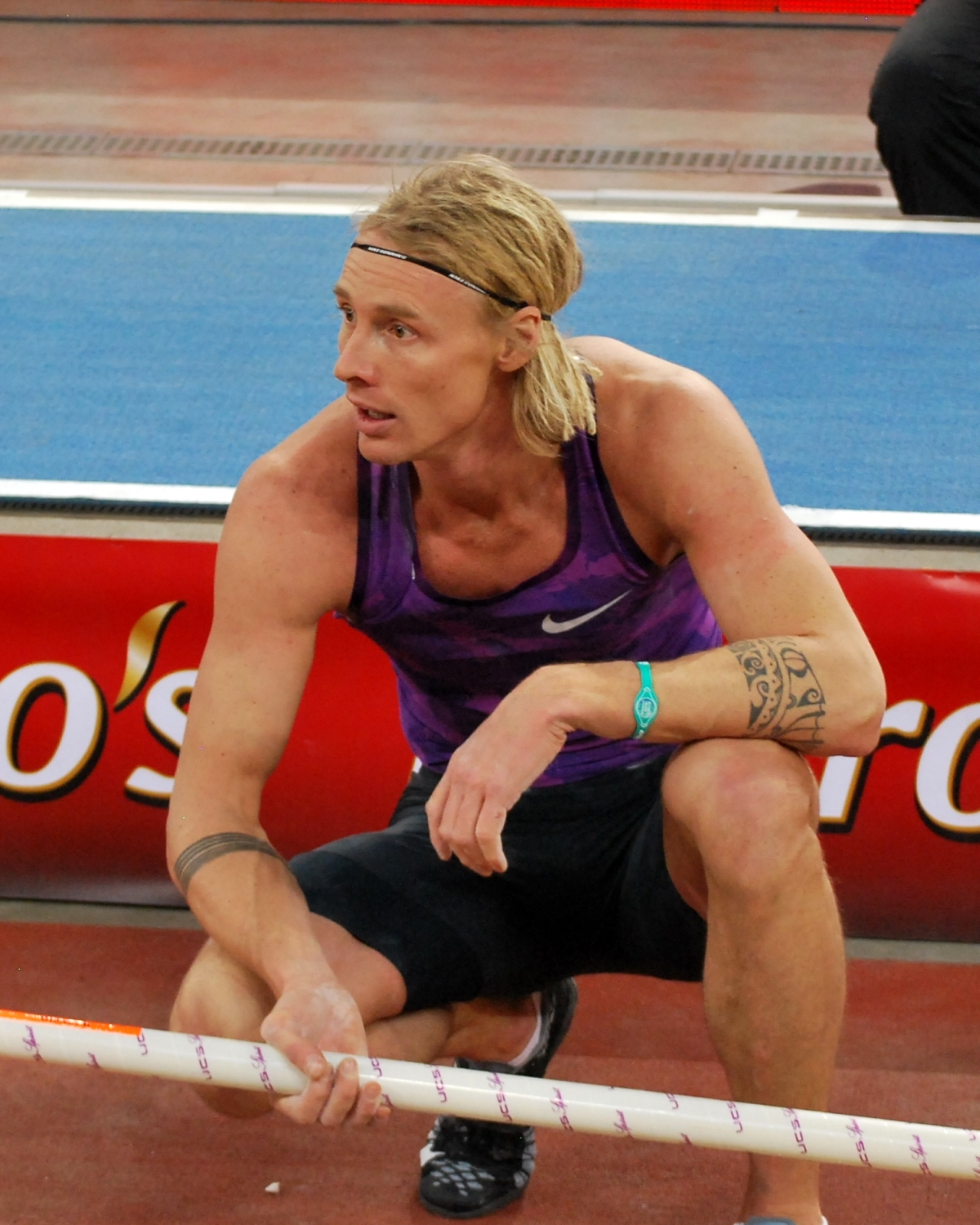
Michal Balner – ebenfalls geteilter Siebter
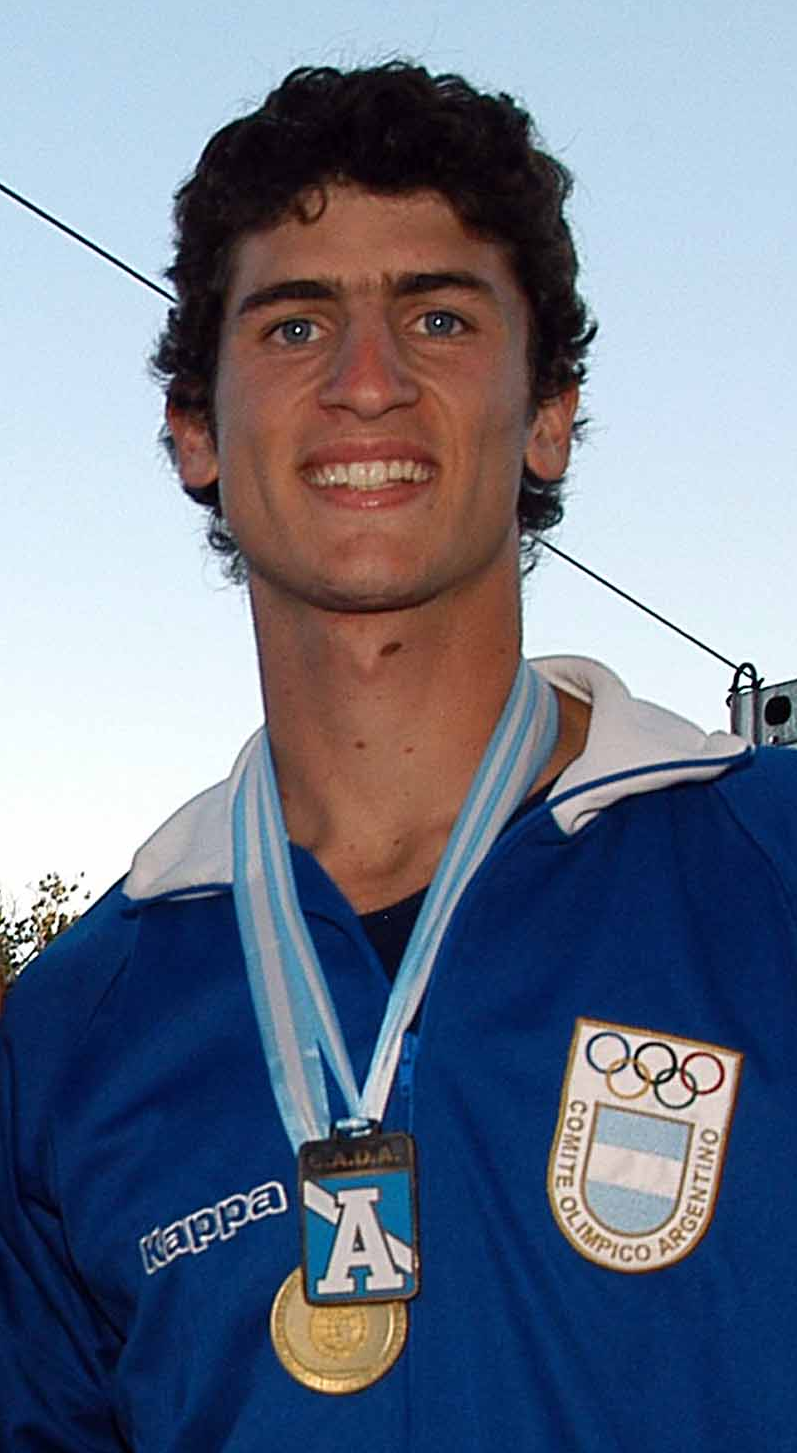
German Chiaraviglio belegte den geteilten neunten Platz
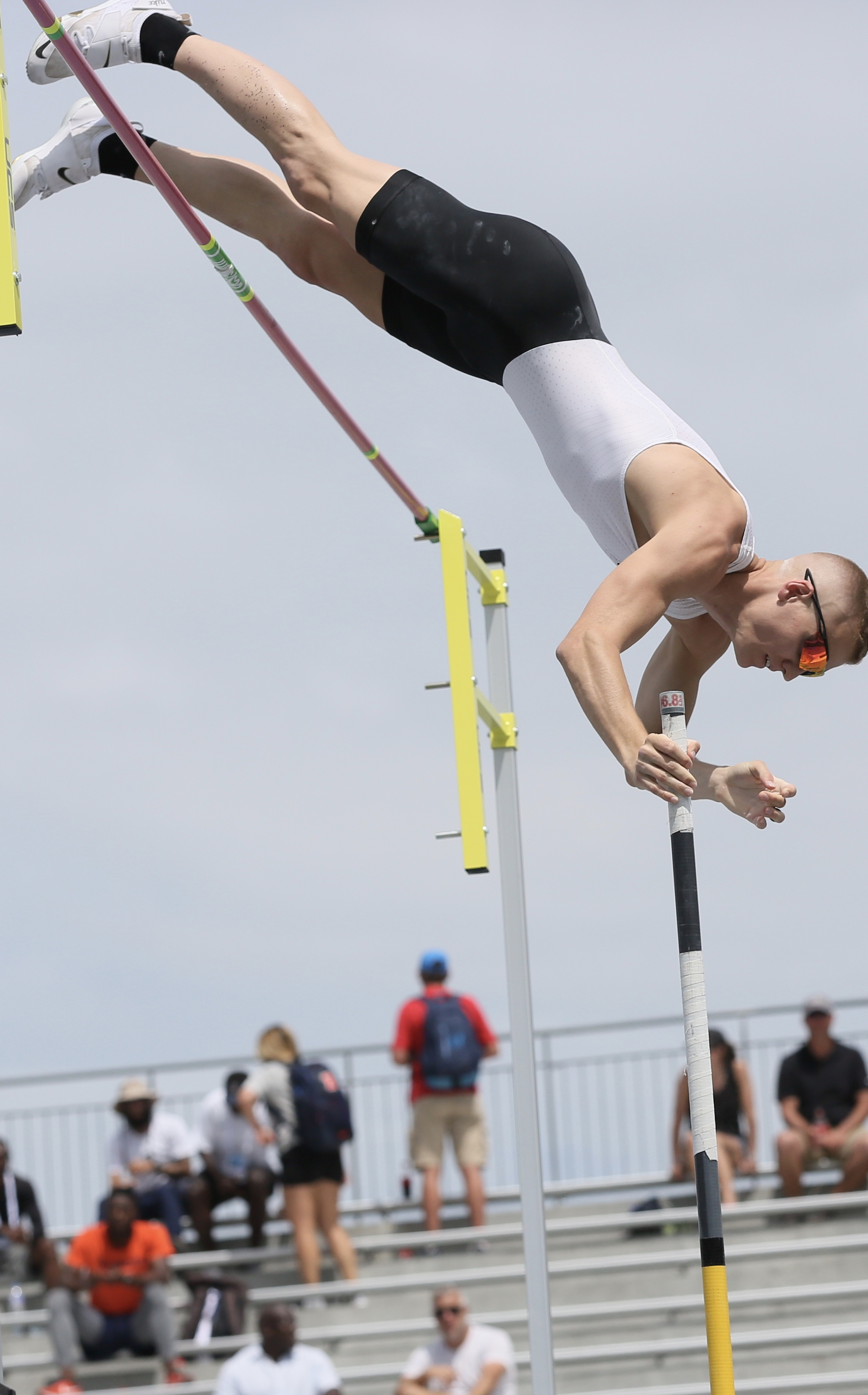
Sam Kendricks wurde ebenfalls Neunter
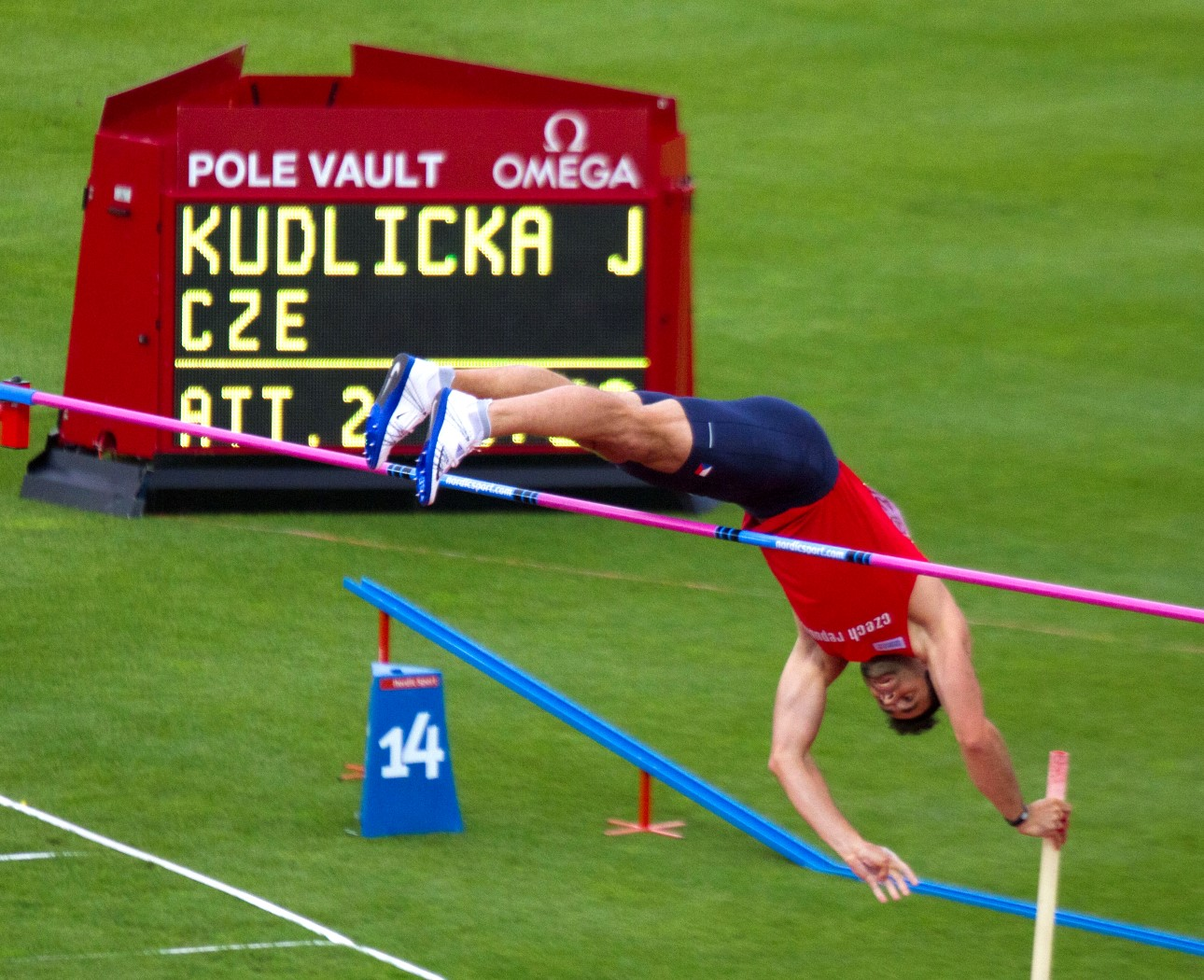
Rang dreizehn für den EM-Dritten von 2014 Jan Kudlička
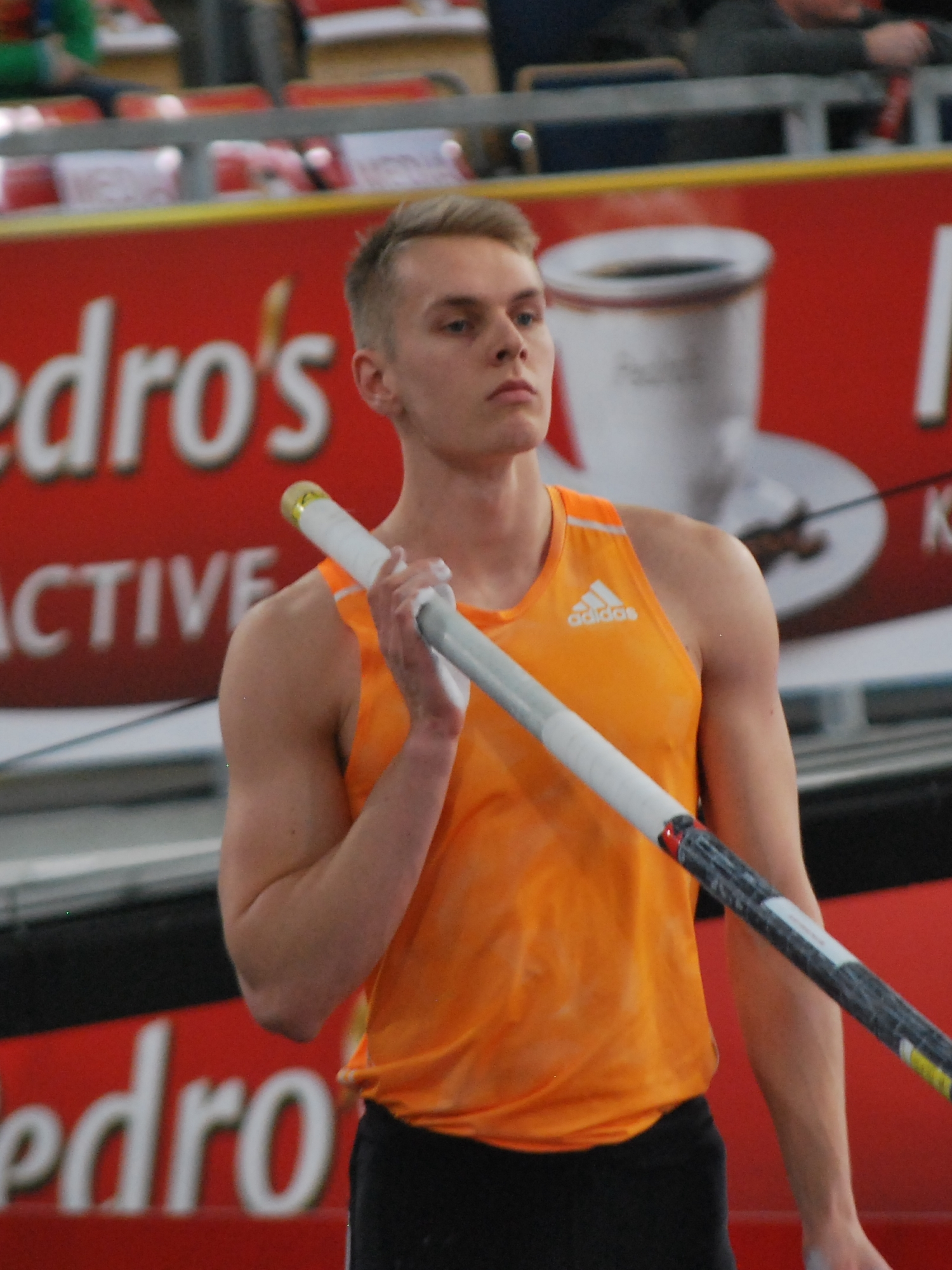
Robert Sobera erreichte das Finale und wurde Fünfzehnter

## Videolinks
- 2015 Beijing – World Championship – Pole Vault – Men, youtube.com, abgerufen am 15. Februar 2021
- Beijing 2015 - Pole Vault Final, youtube.com (deutsch), abgerufen am 15. Februar 2021